# Sunbilla
Sunbilla è un comune spagnolo di 681 abitanti situato nella comunità autonoma della Navarra.

## Monumenti e luoghi d'interesse
- Ponte medievale in pietra sul fiume Bidasoa, costruito nel 1562.[2]